# Гипотезы об учреждении Каменца-Подольского
Гипотезы об учреждении Каменца-Подольского — гипотезы, которые делают попытку выяснить, когда был основан город Каменец-Подольский (ныне один из районных центров Хмельницкой области на Украине).

## Обзор гипотез
В 1965 году историк Леонид Коваленко отметил: «Усиленный интерес к вопросу о времени возникновения Каменца-Подольского — это не просто история самого города, а по сути идет дело о более широком круге вопросов: о Подолье во времена Киевской Руси в целом, степени экономической и культурной жизни края».
В научной и научно-популярной литературе зафиксировано четыре гипотезы относительно основания Каменца-Подольского, которые условно можно назвать:
- Литовской — о 1360-е годах,
- Древнерусской (домонгольской) — о второй половине XII века (или конец XII — начало XIII века),
- Армянской — о 1062 году,
- Дако-римской — о II—III веках.

Большинство современных историков придерживаются гипотезы о формировании Каменец-Подольского как раннефеодального города во второй половине XII века. Так, в «Энциклопедии истории Украины» (2007) указано: «По археологическим источникам, возникновения Каменца датируется концом XII — началом XIII века».
Помимо варианта «гипотезы», учёные употребляют также термины «версии» и «концепции».
Часто историки исключают из рассмотрения армянскую гипотезу, считая её опровергнутой трудами Ярослава Дашкевича. По сути, к двум версиям (литовской и древнерусской) сводили вопрос об истоках Каменца-Подольского Ион Винокур и Николай Петров, поскольку, по их мнению, дако-римская гипотеза «не имеет под собой никаких конкретных исторических реалий».
Древнерусская версия первоначально опиралась на известия о Каменце в летописях (Киевской, Галицко-Волынской, Густынской). После проведения в 1960—1982 годах основательных архитектурно-археологических исследований в Каменец-Подольской крепости и в Старом городе Каменца-Подольского древнерусская версия получила нового формата.
В 2004 году Ольга Пламеницкая (соавтор одной из гипотез) писала: «Наверное, нет в Украине другого города, о дате возникновения, истории и архитектурного наследия которого ходило бы столько дискуссий. На протяжении двухсот лет исследователи не могут поставить точку в вопросе о времени основания Каменца. Расхождение между датами составляет… целое тысячелетие»